# Jesús Alcalá
Jesús Alcalá, Jesús Alcalá y Morillas, född 15 oktober 1951 i Madrid, är en svensk journalist, författare och debattör, son till Eduardo Alcalá och Concepcion Morillas.

## Verksamhet
Alcalá har varit ledar- och kulturskribent på Dagens Nyheter och Sydsvenskan och skrivit uppmärksammade artiklar i dessa tidningar samt har även utgett några böcker.
Han var ordförande för svenska Amnesty under åren 1998–2000, och var 1996 införd i Statskalendern som expert hos Barnombudsmannen.
Under år 2000, när han var ordförande för svenska Amnesty, anklagades Alcalá för bedrägeri i samband med ett biståndsprojekt i Paraguay. Polisen gjorde husrannsakan men Alcalá menade att det var tomma anklagelser från en svensk medarbetare i Paraguay. Han fälldes i tingsrätten och våren 2002 fastställde en enig Svea hovrätt domen och påföljden fängelse i 18 månader. Domstolen slog fast att Alcalá, som var Internationella Juristkommissionens svenska avdelnings representant, hade missbrukat sin ställning i ett Sida-finansierat projekt i Paraguay och tillskansat sig biståndsmedel genom bedrägligt beteende. Han hade bland annat påstått att han lånat ut 935 000 kronor, som i själva verket kom från SIDA och att han skickat 250 000 kronor för privat inköp av en bil, men även de pengarna kom i själva verket från SIDA och skulle användas i projektet.

### Alcaláaffären
Under förundersökningen av Alcalás bedrägeri uppstod en kulturdebatt i svensk press, där i huvudsak nyhetsjournalisters rapportering ifrågasattes av kulturjournalisterna. Kulturjournalisterna försvarade Alcalá och menade att nyhetsjournalisterna, med Dagens Nyheters nyhetsjournalist Thomas Michélsen gick åklagarens ärenden. Nyhetsjournalisterna menade att kulturjournalisterna tog Alcalás parti helt utan källkritik för att de hade vänskapsband.
Alcalá påstod att åklagaren, den kvinnliga jurist som anmälde honom och Dagens Nyheter, samarbetade för att sätta dit honom eftersom han tidigare kritiserat Bonniers, som ger ut Dagens Nyheter. Han pekade också på att Thomas Michélsen tidigare skrivit kritik mot Jesus Alcalá. På tidningarnas kultursidor försvarades Jesus Alcalá och den kvinnliga jurist som arbetat i Paraguay och anmält oegentligheterna anklagades för att vilja hämnas. Även Dagens Nyheters egen kulturcḧef, gick i polemik med tidningens nyhetsjournalister och anklagade dessa för att undanhålla information som försvarade Alcalá.
Den 10 september 2001 höll Publicistklubben ett möte då representanter för debattens bägge sidor var representerade på podiet. Moderator var dåvarande ordförande för Publicistklubben, Jan Guillou. Representant för "nyhetsjournalisterna" var Thomas Michélsen från DN och för "kulturjournalisterna" hade ett urval av tre, av 25 undertecknare av en stödlista för Alcalá, ställt upp: författaren Anita Goldman, journalisten Göran Rosenberg och Leif Ericsson, chefredaktör för Ordfront Magasin.
Läraren och tidigare ordförande i Amnesty Bo Lindblom gav 2001 ut sin bok om fallet Alcalá, som året efter gavs ut som talbok. 
År 2002 gav författaren och journalisten Anita Jekander ut en bok om Alcalá-affären, med en kritisk inställning till journalismen i Sverige. Hennes kritik byggde på föreställningen att journalisters viktigaste uppgift är sakligheten, som man sedan kan koppla känslor till efter värdering av sakuppgifterna.